# 杉本梨沙
杉本 梨沙（すぎもと りさ、1994年8月1日 - ）は、日本のスカッシュ選手。近江高等学校出身。
2018年アジア競技大会の女子団体で小林海咲、渡邉聡美とともに銅メダルを獲得した。
世界ランクの最高順位は127位。